# Ramię spiralne

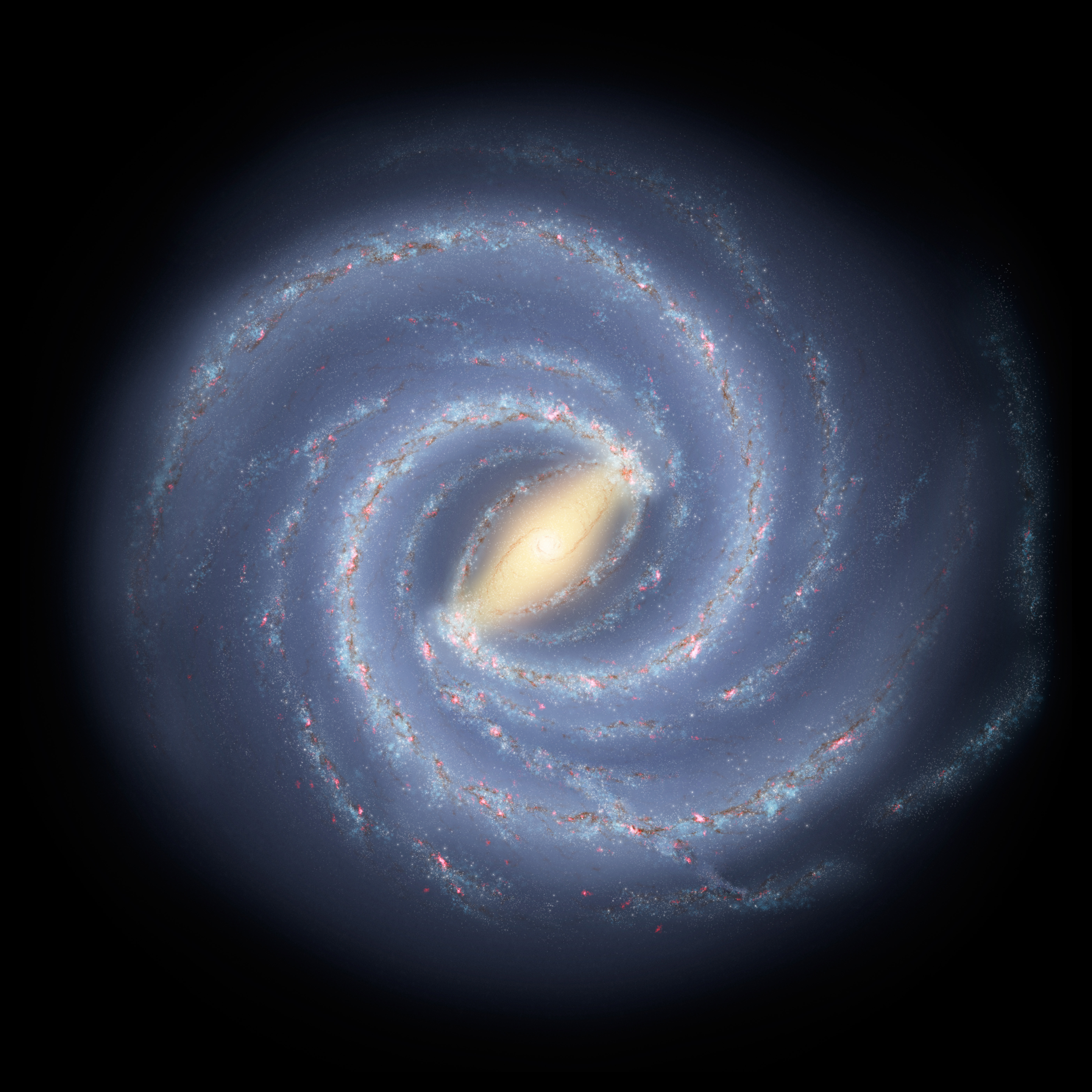
Wyobrażenie ramion spiralnych Drogi Mlecznej

Ramię spiralne – region gwiazd rozchodzących się od centrum galaktyk spiralnych. Takie długie i cienkie regiony układają się w kształt podobny do spirali. Różne typy galaktyk spiralnych w klasyfikacji posiadają różne struktury ramion spiralnych. Galaktyki typu Sa i SBa są gęsto owinięte ramionami, a galaktyki typu Sc i SBc mają ramiona luźne. W każdym wypadku ramiona spiralne zawierają wiele młodych gwiazd.